# Randy Pitchford

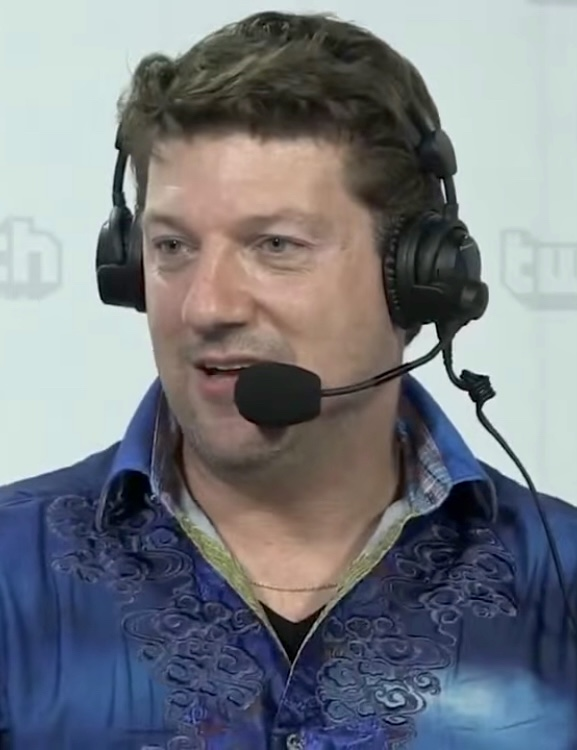
Randy Pitchford

Randall S. Pitchford II, eller Randy Pitchford, född 21 april 1971, är en amerikansk datorspelsdesigner och medgrundare av datorspelsföretaget Gearbox Software. Under Pitchfords ledning har Gearbox utvecklat bland annat Borderlands och expansionerna till Half-Life. 